# Kanton Beaumetz-lès-Loges
Beaumetz-lès-Loges is een voormalig kanton van het Franse departement Pas-de-Calais. Het kanton maakte deel uit van het arrondissement Arras. 
Sinds maart 2015 is het kanton opgeheven. Het leeuwendeel van de gemeenten is overgeheveld naar het kanton Avesnes-le-Comte. Beaumetz-lès-Loges en Mercatel gingen naar Arras-1 en Arras-3

## Gemeenten
Het kanton Beaumetz-lès-Loges omvatte de volgende gemeenten:
- Adinfer
- Agnez-lès-Duisans
- Bailleulmont
- Bailleulval
- Basseux
- Beaumetz-lès-Loges (hoofdplaats)
- Berles-au-Bois
- Berneville
- Blairville
- Boiry-Sainte-Rictrude
- Boiry-Saint-Martin
- La Cauchie
- Ficheux
- Fosseux
- Gouves
- Gouy-en-Artois
- Habarcq
- Haute-Avesnes
- Hendecourt-lès-Ransart
- La Herlière
- Mercatel
- Monchiet
- Monchy-au-Bois
- Montenescourt
- Ransart
- Rivière
- Simencourt
- Wanquetin
- Warlus